# Maronia-Sapes
Marōnia-Sapes (in greco Μαρώνεια-Σάπες?) è un comune della Grecia situato nella periferia della Macedonia orientale e Tracia (unità periferica di Rodopī) con 11.867 abitanti secondo i dati del censimento 2021.
Il comune è stato costituito unendo i comuni di Marōnia e Sapes, a seguito della riforma amministrativa detta Programma Callicrate in vigore dal gennaio 2011 che ha abolito le prefetture e accorpato numerosi comuni.